# Moisés Lupion
Moysés Wille Lupion de Troia (Jaguariaíva, 25 de março de 1908 – Rio de Janeiro, 29 de agosto de 1991) foi um contador, empresário e político brasileiro que governou o Paraná por duas vezes.

## Biografia
Filho de João Lupion de Troya, natural do pueblo andaluz de Prado del Rey, na Espanha, e Carolina Döepfer Wille, filha de padeiros alemães. Foi industrial, comerciante, contador e empresário. Em sua cidade natal realizou os primeiros estudos e em Curitiba cursou o secundário no Colégio Duílio Calderari e no Ginásio Paranaense. Já na cidade de São Paulo formou-se em contabilidade na Escola Álvares Penteado e transferiu-se em seguida para o município de Piraí do Sul, região dos Campos Gerais do Paraná, passando a atuar na indústria e comércio de madeira, além de outras atividades relacionadas com a agricultura.

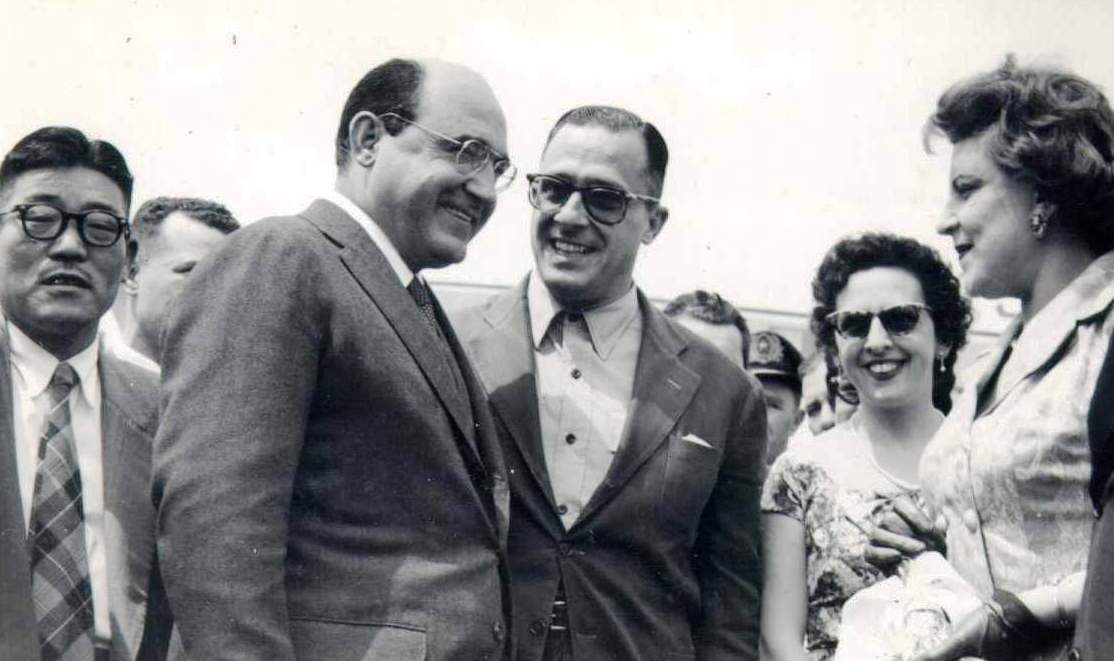
O então governador do Paraná Moysés Lupion e o Diretor da CMNP Hermann Morais de Barros na década de 1950.

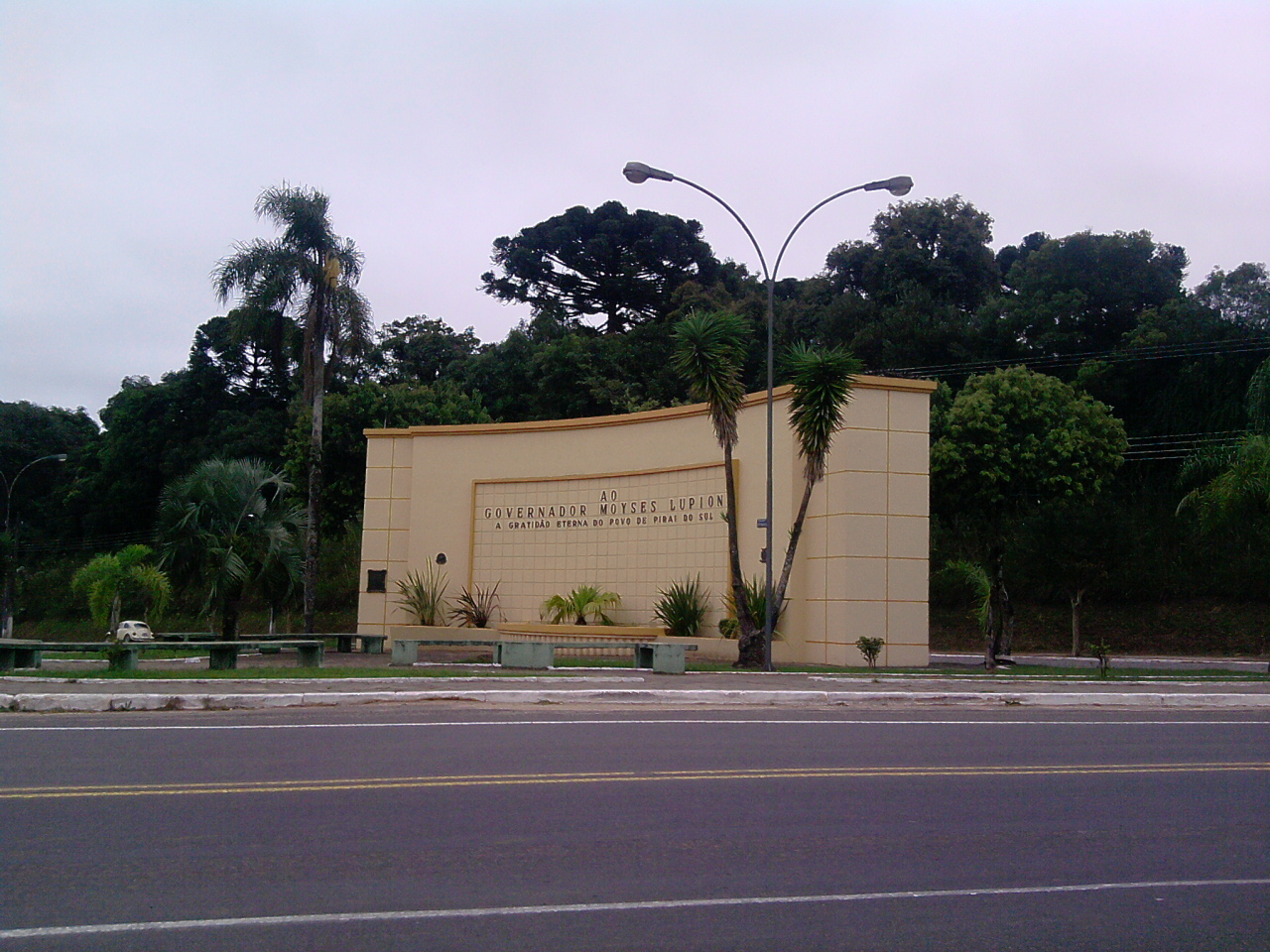
Monumento dedicado a Moisés Lupion na cidade de Piraí do Sul.

Lupion era amigo do interventor Manuel Ribas e passou a ser reconhecido e a receber grande prestígio pessoal perante a sociedade paranaense. Sua participação empresarial e comunitária no Estado foi notória pela sua liderança que passou a exercer como um novo estilo administrativo.
No cenário político, filiou-se em 1946 ao PSD, sendo eleito governador do Paraná em 1947, tendo como principal adversário Bento Munhoz da Rocha, que foi lançado pelo Partido Republicano. Foi eleito senador nas eleições de 1954, período em que votou a favor do impedimento do presidente João Café Filho.
Candidato ao governo do estado em 1955, articulou uma manobra política onde ele e o senador Alô Guimarães renunciaram aos mandatos fazendo com que o segundo fosse efetivado e conservasse a cadeira já que era também seu suplente. Assim o suplente de Guimarães, Gaspar Veloso, ganhou um mandato efetivo de senador. Vitorioso nas urnas governou o estado por mais cinco anos. A essa altura estabeleceu-se como rival político de Ney Braga. Seu segundo mandato foi marcado pela Revolta dos Posseiros, no sudoeste do Paraná.
Em 1961, Lupion foi substituído no governo estadual por Ney Braga, que deliberou contra ele vários mandados de prisão, acusando-o de corrupção. O ex-governador exilou-se então na Argentina, retornando ao Brasil em 1962. Neste ano, nas eleições de 1962, aproveitou uma previsão legal e sustentou uma tríplice candidatura como postulante a senador, a deputado federal e a deputado estadual, falhando em todas as alternativas. Entretanto, chegou a exercer o mandato na Câmara dos Deputados na qualidade de suplente convocado, entre junho de 1963 e abril do ano seguinte, todavia o Regime Militar de 1964 cassou-lhe o mandato e suspendeu seus direitos políticos por dez anos por meio do Ato Institucional Número Um baixado em 9 de abril daquele ano.
Sustentada na acusação de corrupção a pena rendeu-lhe o confisco de alguns bens e a necessidade de vender outros para sustentar-se embora Lupion tenha sido inocentado pela justiça em 1970 passando a residir no Rio de Janeiro. Ensaiou um retorno à política pelo PMDB com o intento de disputar uma cadeira na Câmara dos Deputados em 1986 mas recuou desse propósito.
Faleceu no Rio de Janeiro em decorrência de uma infecção renal.

## Vida pessoal
Em seu primeiro matrimônio, casou-se com Hermínia Rolim, neta do político Telêmaco Borba, que era filha de Maria Joana Borba e Pedro Rolim de Moura. Lupion e Hermínia tiveram três filhos, Leovegilda, Joana D'Arc e José Ubirajara. Hermínia faleceu em 4 abril de 1969. Em seu segundo matrimônio, casou-se com Vilma Ramon de Almeida Doepfer.
Era irmão do empresário e ex-presidente da COPEL, José Lupion, avô do deputado federal Abelardo Lupion e bisavô do deputado federal Pedro Lupion.

## Acervo fotográfico
Em 1999, o Departamento Estadual de Arquivo Público do Paraná (DEAP) recebeu de Vilma Lupion a doação do acervo da família Lupion. Foi incorporado ao acervo de Documentos Permanentes aproximadamente 80 metros lineares de documentos de caráter público, privado e particular do ex-governador Moysés Lupion. A grande parte do material tem como suporte principal o papel, mas há também quadros, fotografias, discos de vinil de 33 rotações, rolos de filme, flâmulas de tecido, entre outros.
O acervo iconográfico possui mais de 2 000 fotos do ex-governador. As imagens retratam um pouco das cidades paranaenses, demonstrando também o cotidiano e o estilo da política no período em que Lupion esteve no comando do governo. Imagens como a visita do governador ao interior do Estado, inauguração de obras, como, por exemplo, escolas, maternidades, estações de tratamento de água e esgoto, construções de trechos da estrada de ferro central e de trechos da malha rodoviária, além de visitas a eventos e feiras, e campanhas políticas. O arquivo, além de informações históricas e políticas, possui características e elementos únicos que retratam a cultura e a realidade paranaense em épocas diferentes.